# 노랑점나비고기
노랑점나비고기 (학명: Chaetodon selene 카이토돈 셀레네[*])는 나비고기과에 속하는 해수어이다. 인도양~서태평양 해역에서 발견된다.

## 특징
노랑점나비고기는 흰빛을 띠며 회색점이 대각선으로 줄 지어 있다. 노란색으로 테두리 진 검정 띠무늬가 눈 위아래로 가로지르며 또다른 수직 검정 띠가 등지느러미부터 해서 꼬리지느러미, 뒷지느러미까지 뻗어있다. 등지느러미, 뒷지느러미와 꼬리지느러미의 앞부분은 노란색이다. 검은 띠들은 새끼 때에 더욱 두드러지게 보이나 성체가 되면서 줄무늬가 희미해지고 밑에 깔려있던 노란색이 더욱 선명해지며 줄무늬가 갈색으로 변한다. 뒤쪽의 수직띠도 나이가 들면서 더 길어지고 등지느러미 밑부분과 평행하게 눈띠까지 거의 이어진다. 등지느러미에는 극조 12개와 연조 20~22개가 나 있는 반면 뒷지느러미에는 3개의 극조 및 18~19개의 연조가 나 있다. 최대 크기는 16 센티미터 (6.3 in)으로 추정된다.

## 분포
노랑점나비고기는 인도-말레이시아 지역 전체에 걸쳐 발견되는데, 북쪽으로는 자바 북부에서 동쪽으로는 파푸아뉴기니 북쪽 해안까지, 북쪽으로는 대만과 류큐 제도와 일본 남부의 가시와지마까지 그 분포가 이어져 있다.

### 대한민국에서
과거 한반도 연안에서는 발견된 적이 없던 노랑점나비고기가 2024년 통영과 제주 연안 바다에서 발견되었다. 전문가들은 쓰시마 해류를 타고 한반도 해역으로 들어온 것으로 분석하고 있다. 이를 통해 한반도 해역의 해수온 상승이 현실화되고 있음을 방증하는 사례로 보고 있다.

## 서식지 및 생태
노랑점나비고기는 해안 암초지대에서 발견되며 주로 깊이 8–50 미터 (26–164 ft)의 경사 진 돌무더기에서 발견된다. 대개 둘이서 짝을 짓고 다니는 것이 발견되지만, 어린 개체는 산호초 근처에서 홀로 다니는 반면, 성체는 돌 바닥이나 모래 바닥을 선호한다. 피낭류, 멍게 및 기타 저서성 무척추동물이 먹이가 될 뿐 아니라 소량의 조류도 섭취한다. 또한 산호의 폴립도 먹는다.

## 체계
노랑점나비고기는 1853년 네덜란드인 생리학자 겸 어류학자 겸 파충류학자인 피터 블리커 (Pieter Bleeker, 1819-1878)가 처음으로 기재하였으며 표준 지역은 인도네시아의 솔로르섬에 있는 라와종이다. 종소명 셀레네 (selene)는 달을 뜻하는데, 명명자 블리커는 명명 이유를 설명하지 않았지만, 머리 뒤에서 뒷지느러미까지 뻗은 검은 초승달 모양의 띠를 가리키는 것으로 여겨진다. 이는 별도의 속으로 인정받는 커다란 아속인 랍도포루스속 (Rabdophorus)에 속한다. 이 속 내에서는 검은등나비고기 (C. melannotus) 및 꼬리점나비고기 (C. ocellicaudus)의 다소 먼 친척인 것으로 드러난다. 모두 타원형 모양이고 은빛이며 지느러미와 주둥이는 노란색이고 대각선 줄무늬(노랑점나비고기의 경우 노란색인 반면 다른 종은 어둡다)가 위로 올라가며, 눈 주위와 꼬리자루, 때로는 등에 검은색 무늬가 있다. 그 다음으로는 안장나비고기 (C. ephippium) 및 점나비고기 (C. semeion)가 가장 가까우나, 이들 조상은 라브도포루스아속 계통이 다양화를 시작한 직후에 다른 조상들과 갈라져 나간 것으로 여겨진다.